# Stepping Stones: The Self-Remixed Best
Stepping Stones: The Self-Remixed Best – wydana w 2006 roku dwuczęściowa kompilacja DJ Krusha, pierwotnie wydana w Japonii jako dwa oddzielne wydawnictwa, później też w wersji dwupłytowej. Pierwsza część jest zatytułowana Lyricism i zawiera utwory będące efektem współpracy Krusha z wokalistami (m.in. Mos Def, Black Thought, Aesop Rock czy CL Smooth). Druga część, Soundscapes, to zbiór utworów instrumentalnych, wśród nich efekty współpracy z DJ Shadowem i Questlove'em. Wszystkie utwory kompilacji zostały specjalnie na tę okazję zremiksowane przez Krusha i częściowo różnią się znacznie od pierwotnych wersji.

## Lista utworów

### Lyricism
| 1.  | "Only the Strong Survive (Bon Mix)" (feat. C.L. Smooth)   | 4:05  |
|     |                                                           |       |
| 2.  | "Kiro (Vib Mix)" (feat. Twigy & Rino)                     | 5:45  |
|     |                                                           |       |
| 3.  | "Vision of Art (Broken Mix)" (feat. Company Flow)         | 4:53  |
|     |                                                           |       |
| 4.  | "Zen Approach (Cradle Mix)" (feat. Black Thought)         | 4:17  |
|     |                                                           |       |
| 5.  | "Final Home (Piano Mix)" (feat. Esthero)                  | 4:17  |
|     |                                                           |       |
| 6.  | "Kill Switch (Beep Mix)" (feat. Aesop Rock)               | 4:20  |
|     |                                                           |       |
| 7.  | "Nosferatu (Space-Cadet Mix)" (feat. Mr. Lif)             | 4:15  |
|     |                                                           |       |
| 8.  | "Song for John Walker (Sticky Mix)" (feat. Anticon)       | 5:34  |
|     |                                                           |       |
| 9.  | "Meiso (Silent-Gun Mix)" (feat. Black Thought & Malik B.) | 3:42  |
|     |                                                           |       |
| 10. | "Danger of Love (Gray-Sky Mix)"                           | 5:13  |
|     |                                                           |       |
| 11. | "Shinjiro (Harsh Mix)" (feat. Mos Def)                    | 4:35  |
|     |                                                           |       |
| 12. | "Mosa" (feat. KAN)                                        | 4:23  |
|     |                                                           |       |
| 13. | "Mosa (Remix)" (feat. KAN)                                | 4:15  |
|     |                                                           |       |
|     |                                                           | 59:34 |
|     |                                                           |       |

### Soundscapes
| 1.  | "Intro"                                                              | 0:57    |
|     |                                                                      |         |
| 2.  | "Stormy Cloud (Raindrop Mix)" (feat. Ken Shima)                      | 4:06    |
|     |                                                                      |         |
| 3.  | "Elapse"                                                             | 5:08    |
|     |                                                                      |         |
| 4.  | "Trihedron (Stray Mix)" (feat. Opus)                                 | 6:40    |
|     |                                                                      |         |
| 5.  | "Still Island (Still'n'Slow Mix)" (feat. Shuuzan Morita)             | 5:21    |
|     |                                                                      |         |
| 6.  | "Endless Railway (Sentiment Mix)" (feat. Ahmir "?uestlove" Thompson) | 3:59    |
|     |                                                                      |         |
| 7.  | "Day's End (After-Dusk Mix)" (feat. Kazufumi Kodama)                 | 4:59    |
|     |                                                                      |         |
| 8.  | "Outro (Revised)"                                                    | 4:11    |
|     |                                                                      |         |
| 9.  | "Duality (2006K Mix)" (feat. DJ Shadow)                              | 7:41    |
|     |                                                                      |         |
| 10. | "Kemuri (Untouchable Mix)"                                           | 5:18    |
|     |                                                                      |         |
| 11. | "Drum"                                                               | 5:14    |
|     |                                                                      |         |
| 12. | "Duck Chase (Double-Up Mix)" (feat. Phonopsycographdisc)             | 4:53    |
|     |                                                                      |         |
| 13. | "Bypath - Would You Take It? (Static Mix)"                           | 3:25    |
|     |                                                                      |         |
|     |                                                                      | 1:01:52 |
|     |                                                                      |         |